# Krążowniki traktatowe
Krążowniki traktatowe – okręty budowane w latach 1922–1936 w oparciu o postanowienia traktatu waszyngtońskiego z 1922 roku, dopuszczającego budowę dowolnej liczby okrętów nawodnych o wyporności standardowej nieprzekraczającej 10 000 ton standardowych, uzbrojonych w działa artylerii głównej o kalibrze nieprzekraczającym 203 milimetrów. Oprócz braku ograniczenia liczbowego takich okrętów, traktat nie wprowadził też górnego limitu ich łącznej wyporności, co wobec ograniczeń wyporności poszczególnych okrętów liniowych oraz ograniczeń sumarycznej wyporności tych ostatnich, wywołało międzynarodowy wyścig zbrojeń w zakresie jednostek o wyporności do 10 000 ton standardowych uzbrojonych w działa kalibru 203 mm. Okręty o maksymalnym kalibrze dział stanowiły zarazem pierwszą generację krążowników ciężkich.
Zapoczątkowana traktatem waszyngtońskim era budowy krążowników traktatowych, zwanych też waszyngtońskimi, zakończyła się wraz z końcem jego obowiązywania. Okręty te miały istotny udział w walkach toczonych następnie na europejskim i pacyficznym teatrach działań podczas II wojny światowej.

## Geneza i charakterystyka

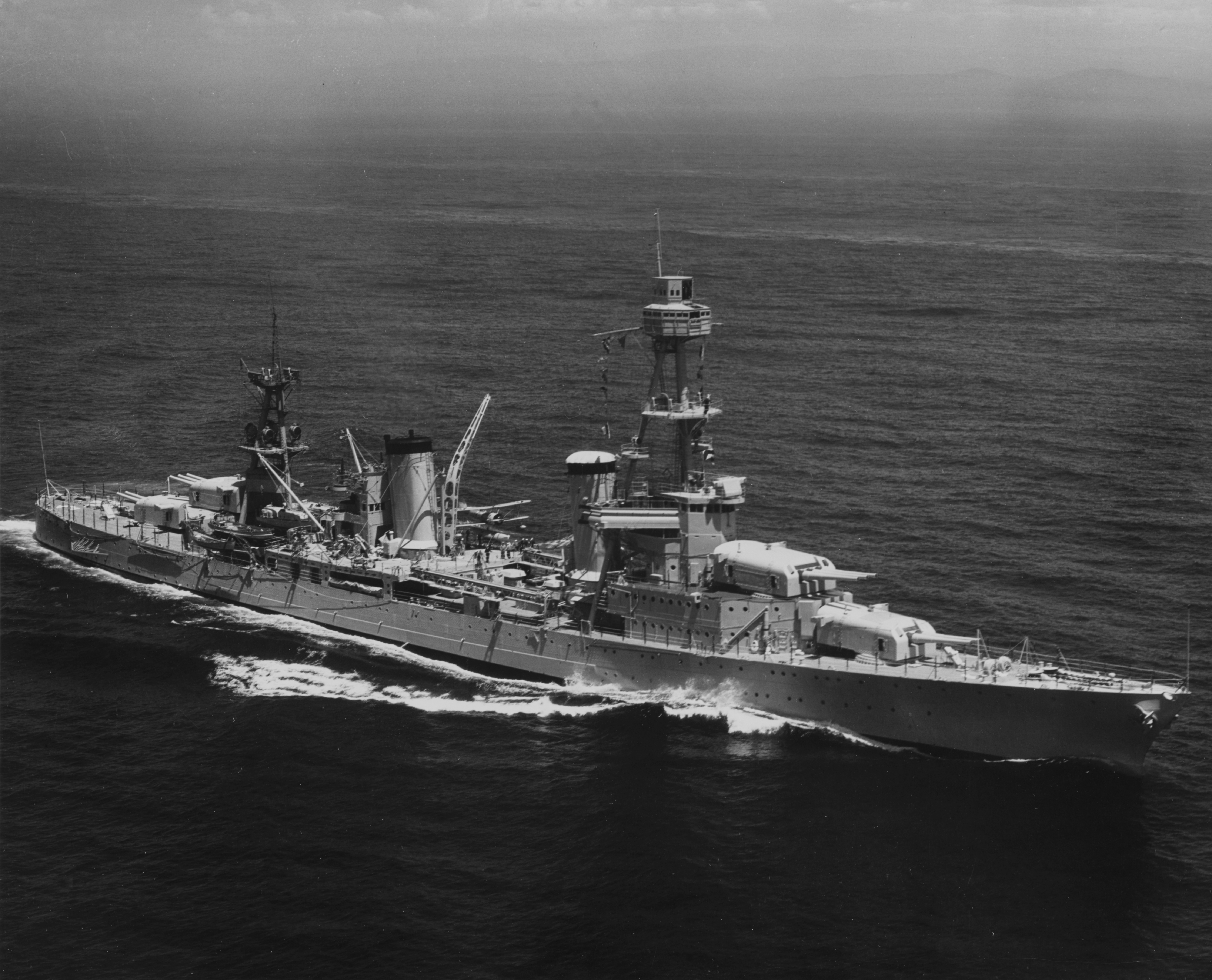
USS „Pensacola” (CA-24), typu Pensacola, pierwszego amerykańskiego typu krążowników traktatowych

W trakcie rozmów konferencji waszyngtońskiej Wielka Brytania przedstawiła stanowisko, że nie zgodzi się na żaden parytet ze Stanami Zjednoczonymi ani z jakimkolwiek innym krajem w zakresie klasy krążowników, z uwagi na ogromne zobowiązania Wielkiej Brytanii w zakresie ochrony międzynarodowego handlu morskiego. W toku prowadzonych w trakcie konferencji rozmów, Zjednoczone Królestwo złożyło jednak propozycję kompromisową, ograniczającą łączny tonaż krążowników do 450 000 ton standardowych dla Royal Navy, amerykańska United States Navy miała być ograniczona limitem 300 000 ton, zaś japońska marynarka wojenna limitem 250 000 ton standardowych. Rzeczywisty brak możliwości osiągnięcia porozumienia na bazie brytyjskiej propozycji, doprowadził do propozycji limitacji okrętów na bazie jakościowej, tj. przez wprowadzenie górnego limitu wyporności poszczególnych okrętów i kalibru ich artylerii. Dążąc oryginalnie do uzyskania możliwości dokończenia produkcji budowanych właśnie jednostek typu Hawkins o wyporności 9700 ton, Wielka Brytania zaproponowała ograniczenie wyporności poszczególnych jednostek do 10 000 ton oraz maksymalnego kalibru dział do 8 cali (203 mm). Propozycja brytyjska była zbieżna z wewnętrznymi amerykańskimi wymaganiami dla jednostek zdolnych do operowania na ogromnych przestrzeniach Oceanu Spokojnego, była także korzystna dla Japonii, która w tym czasie projektowała krążowniki typu Furutaka. Brytyjska propozycja została więc bez długiej debaty przyjęta jednomyślnie przez wszystkich uczestników konferencji.
Ograniczenie tego rodzaju zostało zawarte w podpisanej 6 lutego 1922 roku, na zamykającej konferencję sesji plenarnej, umowie Treaty for the Limitation of Armament – jednym z dziewięciu traktatów oraz dwunastu rezolucji tej konferencji. Żaden z uczestników rozmów nie zdawał sobie wówczas sprawy z faktu, że przez wprowadzenie tego rodzaju regulacji, wbrew idei przyświecającej organizacji konferencji waszyngtońskiej, sygnatariusze traktatu rozpoczynają nowy wyścig zbrojeń, każda bowiem z umawiających się stron, będzie odtąd starała się budować możliwie jak największą liczbę okrętów maksymalnie wykorzystujących traktatowy limit 10 000 ton wyporności i 203 mm kalibru artylerii.

## Wpływ ograniczeń na programy budowy okrętów

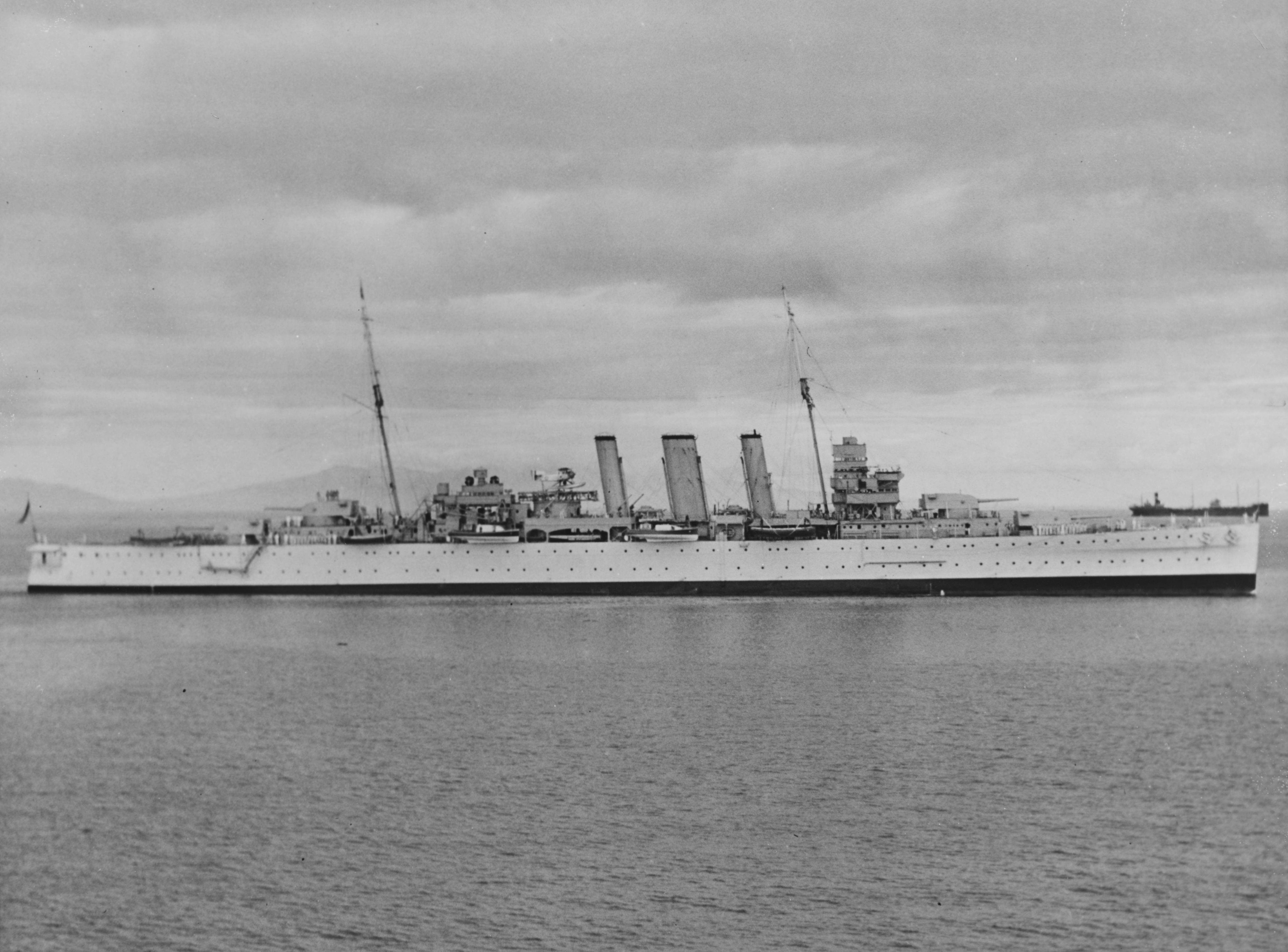
Brytyjski krążownik traktatowy HMS „Kent” typu County

Natychmiast po podpisaniu porozumienia, Wielka Brytania przystąpiła do budowy krążowników typu County o wyporności 10 000 ton z działami 8-calowymi (203 mm), bez nawet rozważenia możliwości, iż mniejsze i lżej uzbrojone jednostki być może lepiej odpowiadałyby potrzebom marynarki tego kraju. Decyzja o budowie tych okrętów zapadła po zauważeniu, że Stany Zjednoczone zaadaptowały na uzbrojenie działa kalibru 203 mm, oraz że budowę podobnych jednostek rozpoczęła Japonia. Brytyjska decyzja o budowie krążowników traktatowych zapadła w odpowiedzi na japoński program budowy okrętów, plan długoterminowy zaś zakładał budowę co najmniej 70 krążowników, z których 48 miało być dużymi krążownikami wyposażonymi w działa 203 mm.
W Stanach Zjednoczonych United States Navy zdecydowała, że potrzebuje co najmniej szesnastu jednostek bardzo zbliżonych do brytyjskich ciężkich krążowników, jednak aż do końca 1924 roku Kongres nie autoryzował ich budowy, zaś stępkę pod pierwszy z nich położono dopiero w 1926 roku. Dla odmiany Francja i Włochy przystąpiły do budowy krążowników spełniających wymagania traktatowe znacznie wcześniej. Stępkę pod pierwsze dwie jednostki Francja położyła już na przełomie lat 1922/1923, w ślad za nią Włochy rozpoczęły budowę dwóch pierwszych jednostek w 1925 roku. Jako pierwsza jednak stępkę pod krążownik traktatowy położyła Japonia, która rozpoczęła budowę dwóch jednostek typu Furutaka jeszcze w roku 1922. W rezultacie więc zawarcia zmierzającego do ograniczenia zbrojeń morskich traktatu waszyngtońskiego, każdy z jego pięciu sygnatariuszy rozpoczął wielkie programy budowy ciężkich krążowników. W dużej mierze było to wynikiem ścisłego ograniczenia budowy większych okrętów liniowych w traktacie, który praktycznie wykluczał budowę jednostek tych klas.

## Pierwszy traktat londyński z 1930 roku
W czasie, gdy programy budowy nowych krążowników we wszystkich pięciu krajach były już zaawansowane, Liga Narodów podjęła próbę ich ograniczenia w ramach serii konferencji organizowanych przez Ligę, w tym przede wszystkim podczas konferencji genewskiej w 1927 roku. Podczas gdy Royal Navy była przeciwna wszelkim ograniczeniom, Stany Zjednoczone zaproponowały włączenie krążowników do jednego limitu wyporności – wspólnego dla krążowników, niszczycieli i okrętów podwodnych.
|       | Wielka Brytania                              | USA                                              | Japonia                                | Francja                | Włochy                                     |
| ----- | -------------------------------------------- | ------------------------------------------------ | -------------------------------------- | ---------------------- | ------------------------------------------ |
| 1922  |                                              |                                                  | 2 Furutaka (1922–1926)                 |                        |                                            |
| 1923  |                                              |                                                  | 2 Aoba (1924–1927) 4 Myōkō (1924–1929) |                        | 2 Trento (1925–1929)                       |
| 1924  | 7 County (1924–1928)                         |                                                  |                                        | 2 Duquesne (1924–1928) |                                            |
| 1925  | 4 London (1926–1929)                         | 2 Pensacola (1926–1930)                          |                                        | „Suffren” (1926–1930)  |                                            |
| 1926  | 2 Dorsetshire (1927–1930) „York” (1927–1930) | 3 Northampton (1928–1931)                        |                                        | „Colbert” (1927–1931)  |                                            |
| 1927  | „Exeter” (1928–1931)                         | 3 Northampton (1928–1931)                        | 4 Takao (1927–1932)                    | „Foch” (1928–1931)     |                                            |
| 1928  | 2 Surrey (anulowane)                         |                                                  |                                        | „Dupleix” (1929–1933)  | 2 Zara                                     |
| 1929  |                                              | 2 Portland (1930–1933) 3 New Orleans (1930–1934) |                                        |                        | 1 Zara (1930–1932) 1 „Bolzano” (1929–1931) |
| 1930  |                                              | 2 New Orleans (1931–1934)                        |                                        | „Algérie” (1931–1934)  | 1 Zara (1931–1932)                         |
| Razem | 13 okrętów                                   | 15 okrętów                                       | 12 okrętów                             | 7 okrętów              | 7 okrętów                                  |

1. ↑  Lata w nawiasach oznaczają: (położenie stępki pierwszej jednostki – ukończenie ostatniej jednostki typu)[3].

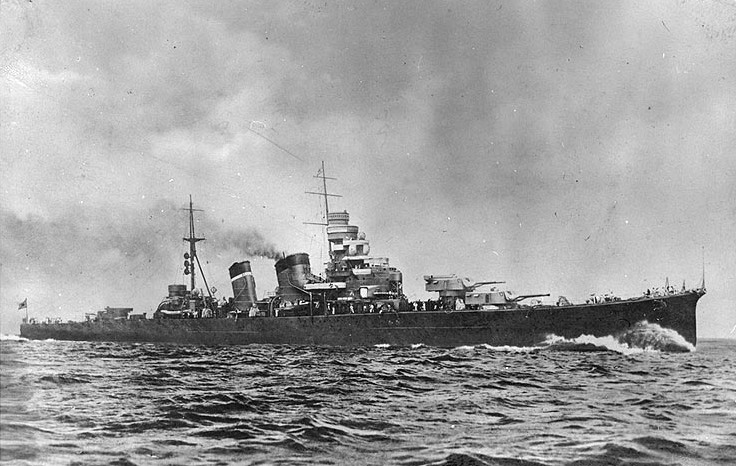
Japoński krążownik ciężki „Aoba” o wyporności 7100 ton

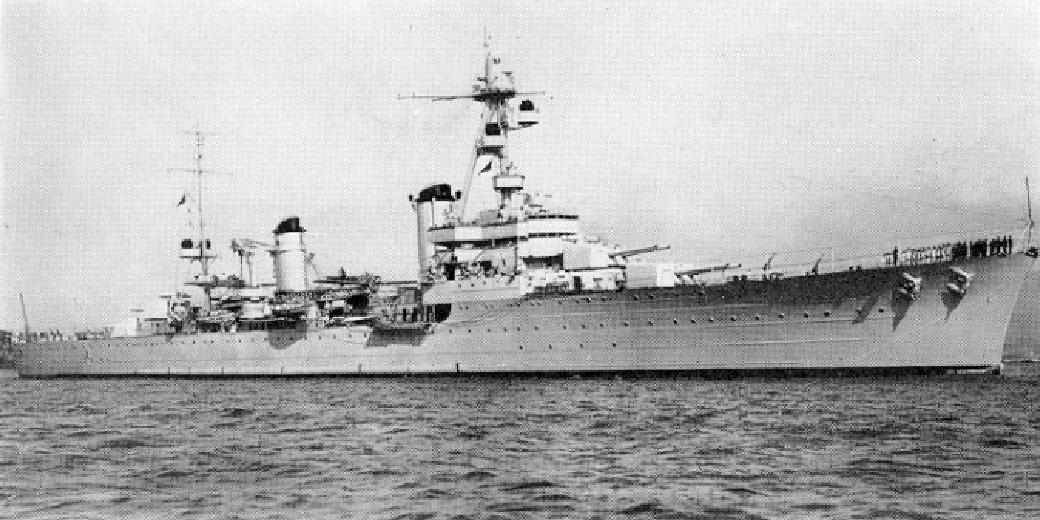
Zwodowany w 1928 roku francuski ciężki krążownik „Colbert” o wyporności 10 000 ton

W myśl amerykańskiej propozycji, limit dla USA i Wielkiej Brytanii wynosić miał 300 000 ton, wobec innych zaś krajów obowiązywać miały ograniczenia w proporcjach analogicznych jak dla okrętów liniowych z traktatu waszyngtońskiego. W ramach tego limitu nie miały jednak obowiązywać żadne ograniczenia w zakresie uzbrojenia poszczególnych okrętów. Wielka Brytania tymczasem zaczęła dostrzegać, że jej potrzebom bardziej odpowiadały mniejsze jednostki, toteż dążyła do zmniejszenia limitu wielkości krążowników poniżej 10 000 ton i zatrzymania w ten sposób budowy krążowników „waszyngtońskich”. Japonia natomiast, która była już zaawansowana w budowie kilku dużych krążowników, wyrażała zgodę na całkowite embargo na kolejne nowe okręty, co z kolei było nie do przyjęcia dla Stanów Zjednoczonych, które w związku z potrzebami na Pacyfiku nie chciały zrezygnować z ciężkich krążowników na rzecz krążowników lekkich. Ostatecznie strony nie doszły do żadnego porozumienia.
Tymczasem wszystkie pięć krajów kontynuowało budowę krążowników 10 000-tonowych, jednak w czasie gdy toczyły się obrady konferencji londyńskiej w styczniu 1930 roku, rządem Wielkiej Brytanii kierował Ramsay MacDonald, z silnym programem reform społecznych. Zakrojone na szeroką skalę reformy socjalne wymagały ograniczenia wydatków morskich. Jego poglądy podzielał w Stanach Zjednoczonych prezydent Herbert Hoover. W rezultacie, jeszcze przed konferencją, na spotkaniu obu liderów, ustalono parytet okrętów – w tym krążowników – obu krajów. Podczas samej konferencji, wśród wielu innych ustaleń, po trudnych negocjacjach postanowiono, że US Navy może ukończyć budowę 18 krążowników, Wielka Brytania 15, Japonia zaś 12 (które już wybudowała lub miała w budowie). Tej ostatniej jednak w 1943 roku przysługiwało prawo wymiany na większe jednostki jej czterech małych krążowników z działami 203 mm typów Furutaka i Aoba. Celem dostosowania aktualnych programów okrętowych do nowych limitów, US Navy przerwać miała budowę krążowników „waszyngtońskich” po ukończeniu aktualnie prowadzonych programów, Wielka Brytania natomiast zgodziła się zmniejszyć swój tonaż ciężkich krążowników do 146 000 ton nie później niż do 1936 roku, przez oddanie na złom lub demilitaryzację czterech jednostek typu Hawkins'.

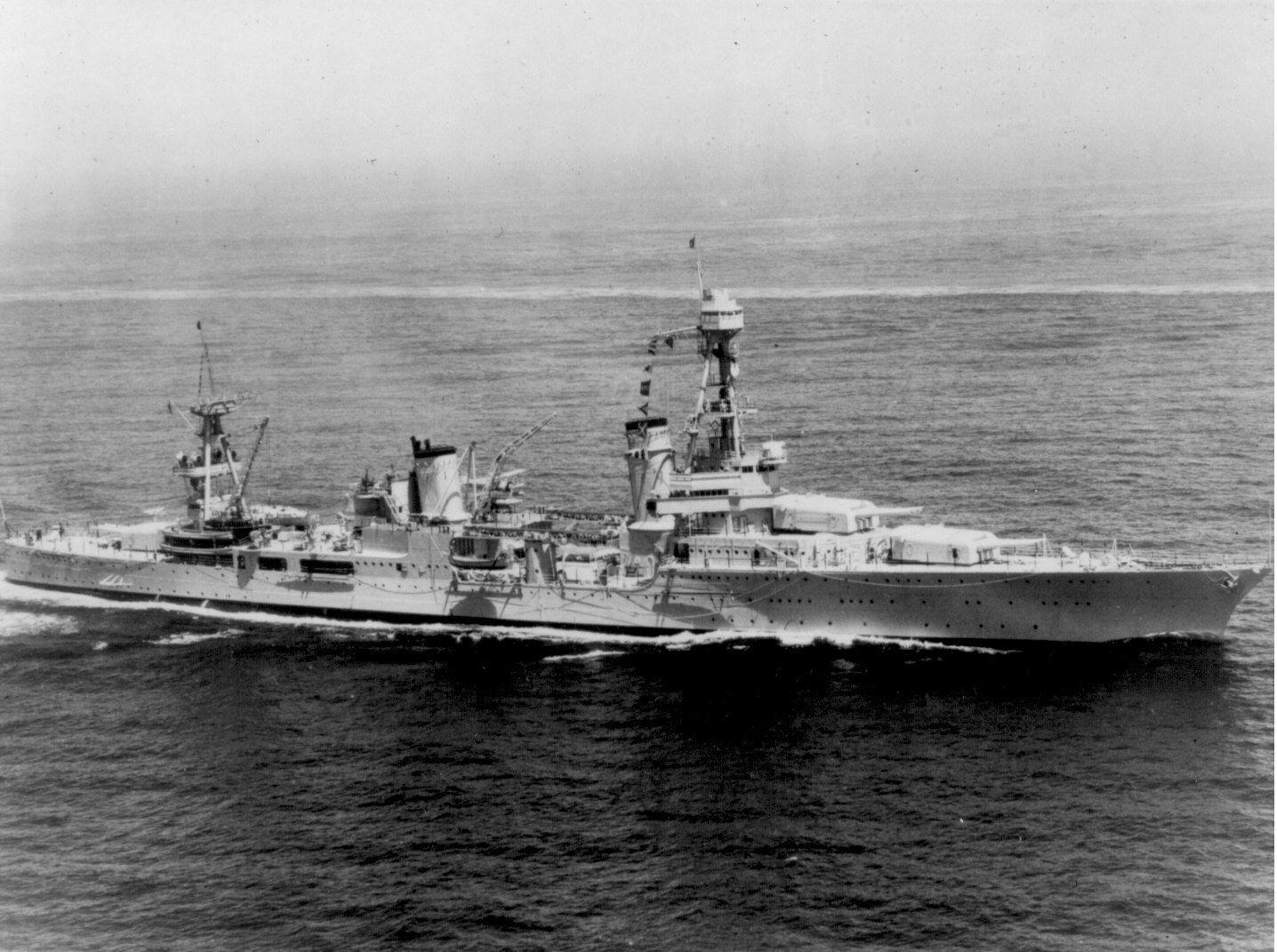
Zwodowany w 1929 roku amerykański krążownik USS „Northampton” (CA-26) o wyporności 9006 ton. Do 1931 roku nosił oznaczenie CL-26

Celem redukcji wielkości krążowników postanowiono wówczas o ich podziale na dwie klasy. Utworzona traktatem londyńskim klasa A uzbrojona była w działa większe niż 6,1 cala (155 mm), natomiast klasa B uzbrojona była w działa 155 milimetrów i mniejsze. Limity wyporności w obu klasach przedstawiały się następująco:
|                   | Klasa A     | Klasa B     | Ogółem      |
| ----------------- | ----------- | ----------- | ----------- |
| Wielka Brytania   | 146 800 ton | 192 200 ton | 339 000 ton |
| Stany Zjednoczone | 180 000 ton | 143 500 ton | 323 500 ton |
| Japonia           | 108 400 ton | 100 450 ton | 208 850 ton |

W ramach limitów danego kraju, starsze jednostki mogły zostać zastąpione nowymi po 16 latach od ich budowy, o ile położenie stępki pod nie nastąpiło przed 1920 rokiem, natomiast nowsze jednostki mogły zostać zastąpione dopiero po 20 latach. Wielka Brytania zgodziła się dodatkowo na ograniczenie zastępowania jednostek klasy B z uwagi na wiek jedynie do łącznej wyporności 91 000 ton standardowych. Podobne ograniczenie nie obowiązywało w przypadku USA, Stany Zjednoczone zgodziły się natomiast na wprowadzenie restrykcji czasowych na budowę 18 swoich okrętów klasy A. Przy założeniu, że piętnasty okręt zostanie wybudowany do 1935 roku, traktat zakazywał US Navy położenia stępki pod szesnasty okręt przed 1933 rokiem, który nie mógł być także ukończony wcześniej niż w roku 1936. Zasada ta odnosiła się także odpowiednio do okrętów siedemnastego i osiemnastego, które mogły być kończone w odstępach rocznych, tak aby ostatni z nich nie wszedł do służby przed rokiem 1938. W związku z nową klasyfikacją, Stany Zjednoczone dokonały reklasyfikacji swoich okrętów. Krążowniki traktatowe z działami kalibru 203 mm, noszące dotąd desygnację CL (light cruiser), w 1931 roku zostały przeklasyfikowane na oznaczenie CA – zarezerwowane dotąd dla krążowników pancernych (armored cruiser).
Powyższe ograniczenia nie obowiązywały w stosunku do Francji i Włoch, które odmówiły zgody na jakiekolwiek ograniczenia ich praw wynikających z traktatu waszyngtońskiego. Państwa te jednak nie dysponowały środkami na rozbudowę swoich flot na skalę pozostałych trzech sygnatariuszy, zaś stępki pod ich ostatnie ciężkie krążowniki zostały położone odpowiednio w 1931 i 1930 roku. Po zakończeniu przez Wielką Brytanię i Japonię aktualnie trwających programów okrętowych, państwa te nie mogły budować więcej krążowników, chyba że celem zastąpienia starych. W teorii natomiast, USA mogły prowadzić budowę aż do 1938 roku.

## Drugi traktat londyński z 1936 roku
W 1932 roku Liga Narodów zorganizowała kolejną konferencję w Genewie celem dalszego ograniczenia zbrojeń. Jedną z propozycji tej konferencji była likwidacja krążowników z działami 203 mm, a krążowniki generalnie miały być ograniczone do wyporności 7000 ton. Podobnie jak pierwsza konferencja w Genewie, spotkanie to skończyło się fiaskiem. W 1935 roku zorganizowano jednak ponownie konferencję w Londynie, oprócz trudnych negocjacji, naznaczoną wycofaniem się Japonii zarówno z konferencji, jak i z wcześniejszych traktatów morskich oraz wynikających z nich limitów.

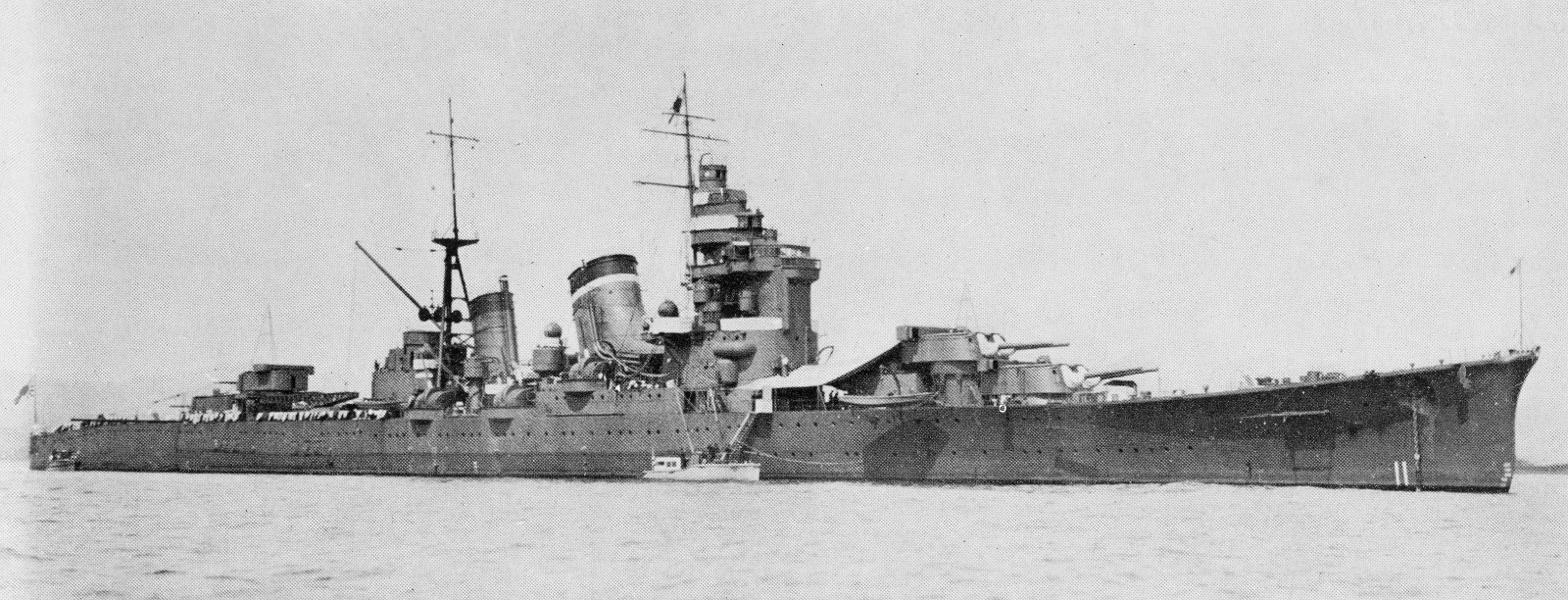
Zwodowany w 1927 roku japoński krążownik traktatowy „Myōkō”. Oficjalnie miał wyporność 9300 ton, w rzeczywistości w tajemnicy wybudowano go z wypornością 13 500 ton

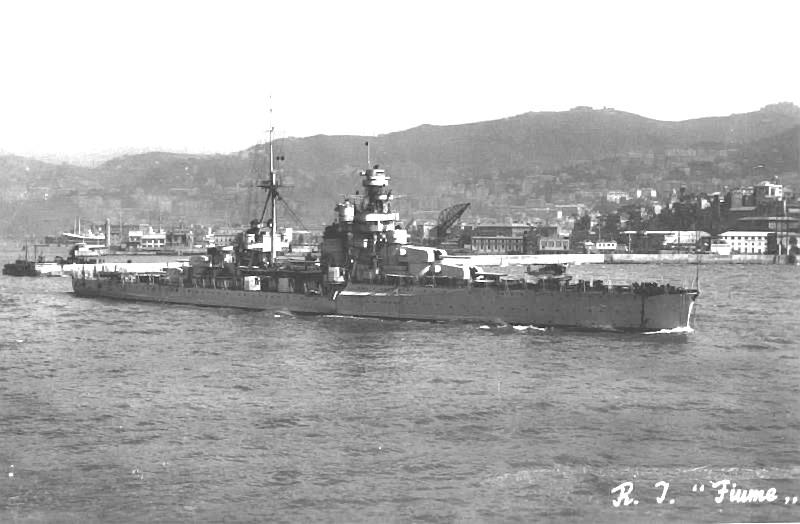
Włoski krążownik „Fiume” o naruszającej traktat wyporności 13 500 ton

Najważniejszym z podjętych podczas konferencji postanowień dotyczących krążowników był zakaz budowy nowych ciężkich krążowników opartych na traktacie waszyngtońskim, zaś budowane odtąd krążowniki lekkie nie mogły przekraczać wyporności 8000 ton. Stany Zjednoczone wyraziły zgodę na to postanowienie wyłącznie pod warunkiem utrzymania możliwości dokończenia budowy jednostek typu Brooklyn (z działami 152 mm) oraz prawa wznowienia budowy ciężkich krążowników w określonych przypadkach. Postanowienia zakończonej w 1936 roku konferencji zostały ratyfikowane przez Wielką Brytanię, Francję i Stany Zjednoczone pod koniec tego roku. W 1938 roku do postanowień konferencji zgodziły się przystąpić również Włochy, jednak w tym przypadku był to jedynie gest bez znaczenia.
W próbie ograniczenia niemieckich zbrojeń morskich, 1936 roku Wielka Brytania zawarła niemiecko-brytyjski układ morski, na mocy którego III Rzesza uprawniona była do budowy ciężkich krążowników o wyporności 10 000 ton – nieprzekraczających łącznie 51 380 ton standardowych oraz krążowników lekkich o łącznej wyporności do 67 270 ton. Już jednak przed zawarciem tej umowy, Niemcy zamówiły w tajemnicy budowę dwóch ciężkich krążowników „Admiral Hipper” i „Blücher” o wyporności ponad 14 000 ton każdy. Gdy ich budowa została ujawniona, miały one nosić uzbrojenie w postaci artylerii głównej kalibru 150 mm, pod koniec jednak 1938 roku Niemcy poinformowały Wielką Brytanię, że ze względu planowaną budowę ciężkich krążowników przez Związek Radziecki, jednostki te otrzymają artylerię kalibru 203 mm.

## Koniec ery traktatowej
Wychodząc z identycznych ogólnych założeń, pięć flot opracowywało konstrukcje, które odpowiadały ich narodowym inklinacjom i predylekcjom. Brytyjczycy optowali za praktycznymi, dobrze zbalansowanymi jednostkami z przeciętną szybkością i dobrze chronionymi magazynami amunicji. Japonia dążyła do budowy okrętów przebijających jednostki traktatowe innych flot w każdym możliwym aspekcie, była też gotowa do podjęcia politycznego i technologicznego ryzyka w celu osiągnięcia tego. Francja zerwała z tradycją budowy niepowiązanych ze sobą konstrukcyjnie jednostek, wybierając w zamian drogę budowy stopniowo ulepszanych okrętów dziedziczących najlepsze cechy poprzedników, gdzie jedynie dwie jednostki typu Duquesne były identycznymi okrętami. Włochy budowały innowacyjne okręty, wobec jednak braku doświadczenia na otwartych wodach, marynarka włoska otrzymywała okręty będące „teoretycznymi platformami” o wysokich parametrach taktyczno-technicznych w idealnych warunkach. Stany Zjednoczone zaś opracowywały okręty zdolne do operowania i walki z dala od własnych baz, z efektywną konstrukcją, które można szybko budować relatywnie niskim kosztem.
Do czasu ratyfikacji przez wszystkie strony traktatu londyńskiego, zanikła jednak efektywna kontrola przestrzegania limitów traktatu waszyngtońskiego. W 1936 roku Japonia złożyła formalne oświadczenie o wystąpieniu z traktatów w 1938 roku, oraz o braku akceptacji ograniczeń traktatowych po tej dacie. Po 1938 roku Japonia niemal natychmiastowo zwiększyła liczbę swoich ciężkich krążowników z działami 203 mm przez konwersję wszystkich czterech krążowników lekkich typu Mogami, zaś dwie kolejne jednostki („Tone” i „Chikuma”) zostały zmodyfikowane jeszcze w czasie budowy. W rezultacie do 1941 roku Japonia miała nie 12, lecz 18 ciężkich krążowników, osiągając w tym zakresie parytet względem Stanów Zjednoczonych. Do 1940 roku, gdy na kontynencie europejskim trwały już działania wojenne, Stany Zjednoczone rozpoczęły największy w historii program budowy krążowników, inicjując budowę pierwszej jednostki typu Baltimore.
Traktatowe ograniczenia zbrojeń w zakresie klasy krążowników nie okazały się całkowitym fiaskiem. Na jakiś bowiem czas ograniczyły zbrojenia w tej dziedzinie, zaś nacisk na budowę okrętów z górnym limitem wyporności celem redukcji masy doprowadził do wielu ulepszeń i rozwoju nowych technologii, co miało pozytywny wpływ na rozwój inżynierii okrętowej. Ograniczenia traktatowe zmniejszyły ekonomiczne obciążenie państw dla ich budżetów, spełniając w tym zakresie swoją oryginalną rolę. Z drugiej strony, traktaty postawiły państwa przestrzegające wynikających z nich limitów w niekorzystnej sytuacji, gdy rozpoczęły się realne działania wojenne.